# Диновецька сільська рада
Динове́цька сільська́ ра́да — адміністративно-територіальна одиниця та орган місцевого самоврядування в Новоселицькому районі Чернівецької області. Адміністративний центр — село Динівці.

## Загальні відомості
- Населення ради: 3 193 особи (станом на 2001 рік)

## Населені пункти
Сільській раді були підпорядковані населені пункти:
- с. Динівці

## Склад ради
Рада складалася з 20 депутатів та голови.
- Голова ради: Істратій Володимир Георгійович
- Секретар ради: Паскар Валентина Володимирівна

### Керівний склад попередніх скликань
| Прізвище, ім'я, по батькові    | Основні відомості                                                               | Дата обрання | Дата звільнення |
| ------------------------------ | ------------------------------------------------------------------------------- | ------------ | --------------- |
| Істратій Володимир Георгійович | Сільський голова, 1962 року народження, освіта середня спеціальна               | 26.03.2006   | 31.10.2010      |
| Істратій Володимир Георгійович | Сільський голова, 1962 року народження, освіта середня спеціальна, безпартійний | 31.10.2010   |                 |

Примітка: таблиця складена за даними сайту Верховної Ради України

### Депутати
За результатами місцевих виборів 2010 року депутатами ради стали:

#### За суб'єктами висування
| Суб'єкт висування | Кількість обраних депутатів | %   |
| ----------------- | --------------------------- | --- |
| Самовисування     | 20                          | 100 |

#### За округами
| № округу | Прізвище, ім'я, по батькові    | Дата визнання обраним | Освіта             | Партійна приналежність | Відомості про обраного депутата                              |
| -------- | ------------------------------ | --------------------- | ------------------ | ---------------------- | ------------------------------------------------------------ |
| 1        | Руснак Іван Васильович         | 01.11.2010            | середня спеціальна | позапартійний          | Динівське сільське споживче товариство, директор             |
| 2        | Продан Віорел Іванович         | 01.11.2010            | середня спеціальна | позапартійний          | Диновецький навчально-виховний комплекс, лаборант            |
| 3        | Істратій Лариса Володимирівна  | 01.11.2010            | середня спеціальна | позапартійна           | приватний підприємець                                        |
| 4        | Паскар Валентина Володимирівна | 01.11.2010            | середня спеціальна | позапартійна           | Диновецька сільська рада, секретар                           |
| 5        | Грабар Вадим Володимирович     | 04.11.2010            | вища               | позапартійний          | тимчасово не працює                                          |
| 6        | Істратій Костянтин Васильович  | 01.11.2010            | вища               | позапартійний          | приватний підприємець                                        |
| 7        | Казак Роман Васильович         | 01.11.2010            | вища               | позапартійний          | приватний підприємець                                        |
| 8        | Буздуган Петро Георгійович     | 01.11.2010            | середня спеціальна | позапартійний          | Агрофірма «Динівці», директор                                |
| 9        | Паскар Марія Василівна         | 01.11.2010            | середня спеціальна | позапартійна           | тимчасово не працює                                          |
| 10       | Данилова Людмила Деонисівна    | 01.11.2010            | вища               | позапартійна           | Диновецький навчально-виховний комплекс, заступник директора |
| 11       | Істратій Марія Георгіївна      | 01.11.2010            | вища               | позапартійна           | Диновецький навчально-виховний комплекс, вчитель             |
| 12       | Беженар Георгій Володимирович  | 01.11.2010            | вища               | позапартійний          | приватний підприємець                                        |
| 13       | Продан Юрій Ілліч              | 01.11.2010            | вища               | позапартійний          | Диновецький навчально-виховний комплекс, вчитель             |
| 14       | Істратій Дмитро Костянтинович  | 01.11.2010            | вища               | позапартійний          | Пенсійний фонд, юрисконсульт                                 |
| 15       | Чубрей Степан Володимирович    | 01.11.2010            | вища               | позапартійний          | Укртелеком, електромонтер                                    |
| 16       | Журат Федір Іванович           | 01.11.2010            | вища               | позапартійний          | Диновецький навчально-виховний комплекс, вчитель             |
| 17       | Гульпак Валерій Максимович     | 01.11.2010            | вища               | позапартійний          | Страхова компанія «Оранта», агент                            |
| 18       | Істратій Володимир Георгійович | 01.11.2010            | вища               | позапартійний          | приватний підприємець                                        |
| 19       | Штефлюк Михайло Васильович     | 01.11.2010            | вища               | позапартійний          | пенсіонер                                                    |
| 20       | Продан Василь Володимирович    | 01.11.2010            | середня спеціальна | позапартійний          | ВАТ ЕК"Чернівціобленерго", контролер                         |